# Freycinetia angulata
Freycinetia angulata är en enhjärtbladig växtart som beskrevs av Charles Budd Robinson och Ugolino Martelli. Freycinetia angulata ingår i släktet Freycinetia och familjen Pandanaceae.
Artens utbredningsområde är Filippinerna. Inga underarter finns listade.